# Эмануэл
Эмануэл Бенжамин де Сантана Балбинот (порт. Emanuel Benjamín de Santana Balbinot; род. 2007, Блуменау, Санта-Катарина) — бразильский футболист, защитник клуба «Реал Мадрид C». Является ориунди и представляет Италию на юношеском международном уровне.

## Клубная карьера
Эмануэл пришёл в большой футбол в 11-летнем возрасте из футзала. Его первым клубом стал «Комплутенсе», после него он представлял академии «Райо Вальекано» и «Хетафе», а в 2022 году присоединился к системе мадридского «Реала». С сезона 2024/25 Кристиан является игроком третьей команды клуба — «Реал Мадрид C». В её составе он дебютировал 17 ноября 2024 года, отыграв 28 минут в матче Сегунда Федерасьон против «Унион Адарве». 24 ноября защитник впервые забил во взрослой карьере, поразив ворота «Тенерифе B».

## Международная карьера
Благодаря тому, что Эмануэл является ориунди, ему удалось получить итальянский паспорт и право выступать за итальянскую национальную сборную. В составе юношеской сборной Италии (до 17 лет) он принимал участие на юношеском чемпионате Европы 2024 года. На турнире защитник отыграл 5 встреч, в том числе и победный для его команды финальный матч с португальскими сверстниками. Осенью 2024 года Эмануэл дебютировал за юношескую сборную до 18 лет.

## Достижения
Сборная Италии (до 17 лет)
- Чемпион Европы (до 19 лет) (1): 2024

## Личная жизнь
Предки Эмануэла переехали в Бразилию из итальянского Пьевепелаго. Он родился в семье Жефферсона Балбинота и Марселы де Сантаны. Его братья Самуэл и Мигел тоже стали футболистами и входят в систему мадридского «Атлетико».